# Erlend Hanstveit
Erlend Hanstveit, född 28 januari 1981 i Bergen, är en norsk fotbollsspelare som spelar för SK Brann i Tippeligaen.
Hanstveit har spelat 26 matcher för Norges U21-landslag och fem matcher för Norges landslag.